# صلصال
الغضار أو الصَّلْصَال أو الطَّفَل أو الطِّين أو الدَّلْغان أو طين الفخَّار (بالإنجليزية: Clay) هو طين يحتوي على مادّة لاحمة هي السِّليكا، ويتميّز بشدّة لزوجته عند البلل. مادة الصلصال مصدرها الرئيسي الصخور السيليكاتية المعرضة للتفتت، وهي موجودة في معظم أنواع التربة، وتستخدم في صناعة الخزف والطوب، وخصوصًا الصخور النارية الحمضية التي تفتقر إلى فلزات الحديد. ويمكن للمواد الصلصالية الناتجة من الفساد أن تنتقل لتستوطن أماكن بعيدة عن المصدر الأصلي، وتُصنّف في توضعات رسوبية، أو أن تتراكم في مواقعها الأصلية، وتسمى عندئذٍ توضعات متبقية. ويمكن لتوضعات الصلصال الرسوبية أن تكون بحرية، أو بحيريّة، أو دلتاوية.
يصف الجيولوجيون الطين بأنه ذرات (أي جسيمات) صغيرة جدًا من التربة، لا يتجاوز قطرها أربعة ميكروميترات (مقياس أبعاد الأجسام الدقيقة). وكلمة الطين تعني أيضًا مادة من الأرض مكوّنة من أنواع معينة من معادن السليكات التي تكوّنت نتيجة عوامل التعرية.

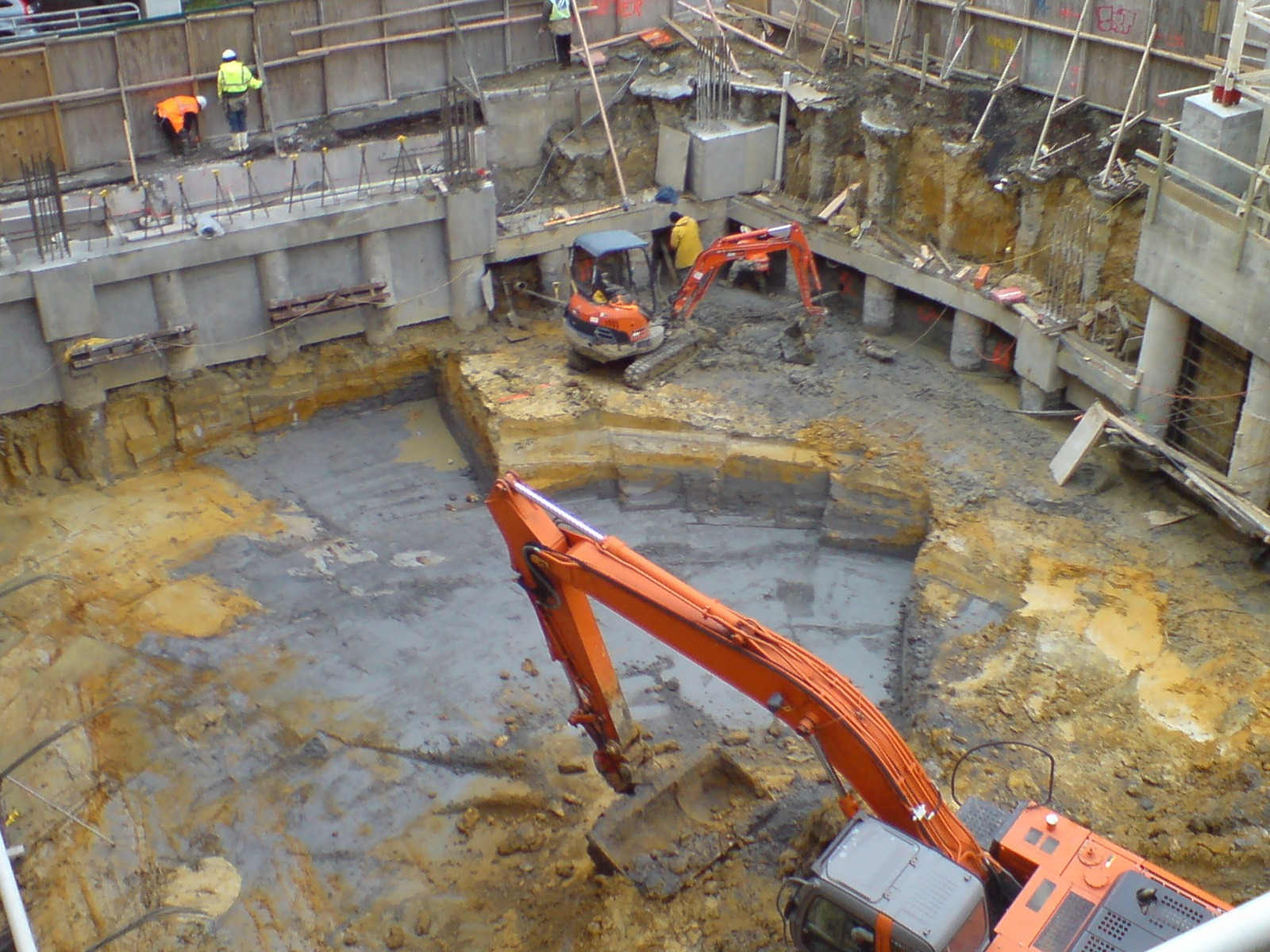
طبقات الصلصال في موقع البناء. الطين الجاف عادة أكثر ثباتًا من الرمال في الحفريات.

## مكونات الطين
يتكون الطين أساساً من جسيمات صغيرة جدًا صفائحية الشكل من الألومينا والسيليكا مرتبطة معاً بالماء. توجد مواد مختلفة في الطين يمكن أن تعطيه ألوانًا مختلفة. فعلى سبيل المثال، يمكن لأكسيد الحديد أن يكسب الطين اللون الأحمر، أما المركبات الكربونية فتعطي ظلالاً مختلفة من اللون الرمادي، بينما تضفي المادة العضوية على الطين اللون الأسود.

## استعماله في الحضارات
في الحضارات، تصنع من الطين الأواني الفخارية مختلفة الألوان حسب درجة الحرق، وصنف فلاندرز بيتري تاريخ تطور صناعته بمصر القديمة، واخترع المصري القديم الخزانة الفخار وصنعت الجرار والقلل والأزيار والبراني والأبرمة والفازات والأكواب الفخارية وصنعت منه التماثيل الأوشابتي المجيبة التي وضعت مع الميت في مصر القديمة لتقوم بأعمال السخرة نيابة عن الميت حسب عقائد الفراعنة.
ومن الصلصال صنعت الأنتيكات والحلي الفخارية ويحرق الفخار في أفران خاصة تسمى الفواخير ومفردها فاخورة ولا زالت بعض القرى المنتجة في مصر تصنع الفخار البدائي بنفس طريقة صناعته الفرعونية كقرية جريس بأشمون في محافظة المنوفية في مصر.

## أنواع الصلصال
يتألف الصلصال من جزيئات ناعمة جداً تقاس أبعادها بالميكرونات. وقد بينت طرائق التحليل بالأشعة السينية تباين الصفات البللورية لكل نوع فلزي منها، وهي تشترك جميعاً على المستوى الذري بطبقات متناوبة من السيليكات والألمنيوم، وأشهر فلزات الصلصال هي الكاولينيت والإيليت والمونتموريللونيت والكللوريت، ويُعدُّ الكاولين ذو اللون الأبيض من أجود أنواع الصلصال، ويُستعمل في صناعة الخزف والبورسلين وفي صناعة الورق المصقول.

## الخصائص الفيزيائية
يتصف الصلصال بقوامه العجيني اللدن عند تعرضه للماء، ويتحول إلى مادة قاسية عند تعرضه لحرارة عالية. وهذه المزيَّة تعطيه أهمية صناعية كبيرة، إذ أن خاصية اللدونة تسمح بتشكيله بالشكل المرغوب، ثم يشوى بالنار للحصول على الأدوات الخزفية. كذلك يتصف الصلصال بمزية التماسك التي تساعد في الحفاظ على شكل العجينة الصلصالية. ويتقلص الصلصال في درجات حرارة عالية تختلف شدتها حسب نوعه، ويعدّ الصلصال الأقل تقلصاً من أجود الأنواع، وينصهر الصلصال في درجات حرارة منخفضة نسبياً تراوح بين 1000 و 1400 ْ درجة مئوية. يراوح السطح النوعي لصلصال الكاولين ما بين 10 ـ 20 م2/غ. ويمكن أن تصل إلى 840 م2/غ لصلصال المونتموريللونيت.

## الخصائص الميكانيكية
يتصف الصلصال بنفاذيته المنخفضة بسبب صغر مساماته. وتؤثر هذه الصفة مباشرة في سلوكيته إذا ما قدرت بالترب الخشنة أو الرمل ذي النفاذية العالية. لذلك يُلحظ أن التوضعات الجيولوجية الغنية بالمواد الصلصالية هي ترب بطيئة الانضغاط زمنياً، ويمكن أن يستمر انضغاطها لسنوات عدة، لكنها في الوقت نفسه، تنضغط في نهاية المطاف بنسب كبيرة مما يؤدي إلى هبوطات عالية تُقاس من على سطح الأرض. ومثال على ذلك هبوطات مدينة المكسيك المنشأة على توضع صلصالي رسوبي من أصل بحيريّ.
يتميز الصلصال مثل غيره من المواد بأن قوامه مرتبط بوزنه الحجمي ونسبة رطوبته. فكلما زاد الوزن الحجمي وانخفضت الرطوبة؛ ارتفعت قيمة مقاومة التربة وأصبح الصلصال أكثر صلابة. ودلّت الأبحاث أيضاً على امتلاك الصلصال لمزيّة فريدة أقرب ما يمكن تشبيهها بالذاكرة للإجهادات التي تُعرض عليها. فمثلاً، إذا تعرض صلصال منضغط طبيعياً لضغط عالٍ مفتعل، ثم أُزيل هذا الضغط إلى قيمةٍ منخفضة تساوي الضغط الطبيعي السابق، وجرت مقارنة عينتين من التربة مسبقة الانضغاط والتربة المنضغطة طبيعياً؛ يُلاحظ أن الخصائص الميكانيكية للتربة مسبقة الانضغاط قد تغيَّرت تماماً، فهي ذات مقاومة أعلى، وتُظهر صلابةً واضحةً، وتتمدَّد عند تعرضها لضغوط خارجية، على خلاف التربة المنضغطة طبيعياً التي تُظهر تقلصاً واضحاً عند تشوهها. وإذا تعرضت التربة مسبقة الانضغاط إلى حمولة أعلى من الضغط الذي تعرضت إليه مسبقاً، فإنها تعود إلى سلوكية تماثل تماماً التربة المنضغطة طبيعياً.
من الناحية الهندسية، تُعدّ التوضعات الصلصالية مشبعة المسامات (بالماء) من أكبر التحديات التي تواجه المهندس المدني المعني بدراسات التربة والأساسات، إذ إنَّه حين تطبيق ضغط خارجي على التربة تتشكل فيها ضغوط مسامية تؤدي على المدى القصير إلى انخفاض مقاومتها. وتتزايد هذه المقاومة تدريجياً على مدى فترة زمنية طويلة. لذلك من المتعارف عليه في علم ميكانيك التربة أنه إذا أمكن تأسيس منشأة على تربةٍ غُضارية ضعيفة وكانت التربة قادرة على تحمل الإجهادات الناتجة من هذه المنشأة؛ فإنها لن تنهار على المدى البعيد، لأن مقاومة هذه التربة ستزداد مع الزمن. ويُشار إلى مقاومة التربة من فور التنفيذ بالمقاومة غير المصرّفة undrained، مقارنة بالمقاومة المصرّفة drained على المدى الطويل.
يتميز الصلصال من غيره من المواد بأن قوامه شديد الارتباط ببنيته الهيكلية، فإذا ما أجري قياس مقاومة التربة الصلصالية على سطحٍ موازٍ لسطح الترسب لتوضع جيولوجيًّ معيَّن؛ يُلاحَظُ أن مقاومة التربة أقل من تلك المقرونة بسطحٍ معامدٍ على سطح الترسب، وتتشكل البنية الهيكلية في بيئة ذات طبيعة كيميائية معينة. فإذا تغيرت هذه البيئة، تأثرت التربة الصلصالية مباشرة. ومثال ذلك التربة الصلصالية الحساسة في الدول الاسكندينافية وشرقي كندا؛ وهي ترسبات جيولوجية قديمة توضعت في بيئة مائية عذبة قبل أن تنغمر لاحقاً بمياه البحر، الأمر الذي أثَّر في استقرار بنيتها الهيكلية. لذلك ما إن تتعرَّض لأي اضطراب أو اهتزاز؛ تفقد قوامها كلياً وتتحول إلى سائل طيني، ومنه بنيتها الحساسة.

## الخصائص الكيمياوية
يتصفُ الصلصال ببنيته الذرية غير المتوازنة كهربائياً. فهو من حيث طريقة تشكله المعدني، يتميّز سطح جزيئاته الصفائحية بشحنات سالبة مرتبطة بشوارد أملاح الأرض الموجبة التي تشمل ذرات الصوديوم والبوتاسيوم والكالسيوم والمغنيزيوم. ويتميز الصلصال بقدرته على الدخول في عمليات تبادل شاردي بين شوارد أملاح الأرض وشوارد موجبة أخرى، ومن دون التأثير بالبنّية السيليكاتية الأساسية. وتكون طريقة الارتباط إما على شكل روابط فيزيائية ضعيفة أو روابط كيميائية قوية أو ما يُسمى بـ «الادمصاص». ولا تتخلى الجزيئات الصلصالية عن الشوارد المرتبطة بسهولة؛ ويتعلق ذلك بقوة الارتباط الشاردية للذرة المعّنية والمتعلقة برقم تكافؤ الذرة وقطرها، فمثلاً يمكن لذرة الرصاص أن تحل محل أربع ذرات من الصوديوم، ولكن نظراً لحجمها الكبير، تتطلب طاقة عالية لإزاحتها. لذا؛ فإن إزالة التلوث من الترب الصلصالية من أصعب المشكلات البيئية وأكثرها كلفة. وكلما ازداد السطح النوعي للصلصال؛ ازدادت الشحنات السالبة، وازداد عدد الشوارد الموجبة أو الملوثات المرتبطة بها.
تتعلق خصائص الصلصال الكيمياوية بطبيعة الماء المحيط بها الذي يحتوي على الشوارد الموجبة المرتبطة بالصلصال. فعند ارتفاع قيمة باهاء الماء (الرقم الهدروجيني pH) بحيث يصبح أكثر قلوية؛ تترسب عندئذ الشوارد المرتبطة على شكل أملاح، ثم تعاود التشرد في حال انخفاض قيمة الباهاء. أما الجزيئات العضوية، فيكون ارتباطها ضعيفاً نسبياً، وهي غير متشردة ولاتتأثر بطبيعة الماء المحيط بالصلصال.
إن وجود الماء في التربة من أهم العوامل المؤثرة في انتقال الملوثات وتفاعلها والترب الصلصالية. وقد ظهر مؤخراً علم الجيوبيئة الذي يعنى بأمور تفاعل المواد الملوثة العضوية واللاعضوية والترب وطرائق انتقالها ومعالجتها.

## استخدامات الصلصال
يُستخرج الصلصال من توضعاته على شكل كتل كبيرة تُطحن ثم تُجرى عليها عمليات تنقية لإزالة المواد الخشنة والشوائب الأخرى. ويُعدّ الصلصال من أقدم المواد الفلزية التي استعملها الإنسان في صناعة أدواته، ويعود تاريخ تصنيع الآجر الناري إلى ما يزيد على 5000 عام وهو يُعدّ ثاني صناعة بعد الزراعة. ويُعدّ الصينيون من أقدم الشعوب التي استخدمت الصلصال في صناعة الأواني المنزلية الفخارية والخزفية، حيث يُعجن الصلصال مع نسب معينة من الفلدسبار والكوارتز ليُعطى الشكل المطلوب قبل تجفيفه.
يدخل الصلصال في عديد من الصناعات، مثل صناعات مواد البناء، والمواد العازلة للكهرباء وأدوات التدفئة والتسخين الكهربائية، إضافة إلى أفران الحرارة العالية والصهر. ويستخدم في صناعة الورق والمطاط وتنقية الزيوت والمواد المزيلة لبقع الزيوت. كما يُستخدم صلصال البنتونيت مع الماء في حفر الآبار لتثبيت التربة من الانهيار. ويستخدم أيضا للكتابة على اللوح لحفظ القرآن الكريم، يُبلل قليلا بالماء ويمسح اللوح بالصلصال ويترك حتى يجف ليصبح صالحا للكتابة.